# Insulin lispro
Insulin lispro eller lisproinsulin är en snabbverkande insulinanalog, en läkemedelssubstans som utgörs av en modifierad form  medicinskt insulin som används för att behandla typ 1- och typ 2-diabetes. Det används som injektion under huden eller i en insulinpump vanligen före eller efter måltid. Effekter kommer vanligtvis inom 30 minuter och varar cirka 5 timmar. Ofta behövs också ett längre verkande insulin som insulin NPH.

## Historik
Insulin lispro godkändes första gågnen för användning i USA 1996.Det är en tillverkad form av humant insulin där en aminosyra har bytts ut. År 2020 var det den 71:e vanligaste förskrivna medicinen i USA, med mer än 10 miljoner recept.
Insulin lispro (varumärke Liprolog) beviljades godkännande för försäljning i Europeiska unionen i maj 1997 och återigen i augusti 2001.
Insulin lispro säljs under varunamnet Humalog av tillverkaren Eli Lilly and Company samt under namnet Insulin Lispro Sanofi av tillverkaren Sanofi Aventis Insulin lispro injiceras subkutant vanligen före eller efter måltid.
I januari 2020 rekommenderade kommittén för humanläkemedel (CHMP) i Europeiska unionen att ett godkännande för försäljning av insulin lisprosyra (varumärket Lyumjev) för behandling av diabetes mellitus beviljas hos vuxna. Insulin lispro (Lyumjev) godkändes för användning i Europeiska unionen i mars 2020 och i USA den 18 juni 2020 enligt Medscape.

## Medicinsk användning
Insulin lispro används för att behandla personer med typ 1-diabetes eller typ 2-diabetes. Personer som mår bra på vanligt insulin bör i allmänhet inte ändras till insulin lispro. Användning under graviditet och amning är i allmänhet säker. Det fungerar på samma sätt som humant insulin genom att öka mängden glukos som vävnader tar in och minska mängden glukos som tillverkas av levern.

## Biverkningar
Vanliga biverkningar är hudirritation vid injektionsstället, hypoglykemi, hypokalemi och lipodystrofi. Andra allvarliga biverkningar inkluderar anafylaxi, och överkänslighetsreaktioner. Andra allvarliga biverkningar kan vara låg kaliumhalt i blodet.

## Verkningsmekanism
Genom rekombinant DNA-teknik vänds de slutliga lysin- och prolinresterna på den C-terminala änden av B-kedjan. Denna modifiering förändrar inte receptorbindningen, men blockerar bildandet av insulindimerer och hexamerer. Detta gör att större mängder aktivt monomerinsulin kan vara omedelbart tillgängligt för postprandiala injektioner.
Det är en tillverkad form av humant insulin där aminosyrorna lysin och prolin har bytts i slutet av B-kedjan i insulinmolekylen.  Denna omkopplare av aminosyror efterliknar insulinliknande tillväxtfaktor 1 som också har lysin (K) och prolin (P) i den ordningen vid positionerna 27 och 28.